# جهلجائو
جهلجائو (به انگلیسی: Jhal Jhao) یک منطقهٔ مسکونی در پاکستان است. جهلجائو ۳۴۷ متر بالاتر از سطح دریا واقع شده‌است.